# Suji Yar
Suji Yar (en ucraniano: Сухий Яр) es un pueblo ucraniano perteneciente al óblast de Odesa. Situado en el suroeste del país, es parte del raión de Berezivka y del municipio (hromada) de Mikoláivka.

## Toponimia
Hasta 2024, el nombre oficial del lugar fue Suji Ovrag (en ucraniano: Сухий Овраг; en ruso: Сухой Овраг).

## Historia
En 2023, el grupo de trabajo de la Comisión Nacional de Estándares Lingüísticos Estatales incluyó a Suji Ovrag en la lista de asentamientos en Ucrania que pueden renombrarse como parte de las campañas de descomunización y la derusificación en Ucrania. El nombre elegido fue el nombre de Suji Yar, aprobado en la Rada Suprema el 19 de septiembre de 2024.

## Demografía
La evolución de la población de Suji Yar entre 1989 y 2001 fue la siguiente:
| 140                                                           | 101 |
| (Fuente: Cities & Towns of Ukraine y UKRAINE: Größere Städte) |     |

Según el censo de 2001, la lengua materna de la mayoría de los habitantes, el 84,16%, es el ucraniano; del 7,92% es el ruso; y del 7,92%, el rumano.